# Augustin Paluel-Marmont
 (mai 2025).
Motif : Notoriété au delà de la marque Michel et Augustin?
- Archive Wikiwix
- Bing
- Cairn
- DuckDuckGo
- E. Universalis
- Gallica
- Google
- G. Books
- G. News
- G. Scholar
- Persée
- Qwant
- (zh) Baidu
- (ru) Yandex
- (wd) trouver des œuvres sur Wikidata

| 1. | Préciser le motif de la pose du bandeau. | Précisez le motif de la pose du bandeau en utilisant la syntaxe suivante : {{admissibilité à vérifier\|date=mai 2025\|motif=remplacez ce texte par le motif}}                                |
| 2. | Informer les utilisateurs concernés.     | Pensez à avertir le créateur de l'article, par exemple, en insérant le code ci-dessous sur sa page de discussion : {{subst:avertissement admissibilité à vérifier\|Augustin Paluel-Marmont}} |

Augustin Paluel-Marmont, né le 14 septembre 1975, est un entrepreneur français, spécialement connu pour être l'un des fondateurs de Michel et Augustin, avec Michel de Rovira.

## Formation
Il rencontre au lycée Saint-Louis-de-Gonzague (Paris 16e) son futur associé Michel de Rovira. Il intègre, après son baccalauréat, l'université Paris Nanterre où il suit un double cursus économie-anglais. Il est ensuite diplômé de l'ESCP (promotion 1999) puis d'un CAP et BEP "Boulanger" en 2001.

## Michel et Augustin
Il fonde en 2004 avec Michel de Rovira l'entreprise Michel et Augustin. Après avoir commencé par simplement vendre des biscuits fabriqués dans sa propre cuisine, ils étendent l'activité de l'entreprise à partir de 2006. 
Le chiffre d'affaires de l'entreprise en 2017 était de 55M d'euros. En 2015, une filiale américaine est créée, la marque installe son bureau à Brooklyn. Rapidement, l'équipe américaine fait parler d'elle en signant un contrat avec le groupe Starbucks pour répandre leur marque aux États-Unis. 